# شوح كيفالوني
الشوح الكيفالوني نوع نباتي شجري ينتمي إلى جنس الشوح من الفصيلة الصنوبرية.

## الانتشار
موطنه منطقة بيلوبونيز وجزيرة كيفالونيا في اليونان. يشبه الشوح البلغاري الذي ينتشر في مناطق شمال اليونان.